# Miconia ramboi
Miconia ramboi är en tvåhjärtbladig växtart som beskrevs av Alexander Curt Brade. Miconia ramboi ingår i släktet Miconia och familjen Melastomataceae. Inga underarter finns listade i Catalogue of Life.